# Şahhüseynli
Şahhüseynli è un comune dell'Azerbaigian situato nel distretto di Zərdab. Conta una popolazione di 1 371 abitanti.